# Candy Costie
Candace Costie, detta Candy (Seattle, 12 marzo 1963), è una sincronetta statunitense.

## Palmarès

### Olimpiadi
- 1 medaglia:
  - 1 oro (Los Angeles 1984 nel duo)

### Mondiali
- 1 medaglia:
  - 1 argento (Guayaquil 1982 nel duo)

### Giochi panamericani
- 1 medaglia:
  - 1 oro (Caracas 1983 nel duo)